# Shawneetown
Shawneetown és una ciutat dels Estats Units a l'estat d'Illinois. Segons el cens del 2000 tenia 1.410 habitants.

## Demografia
Segons el cens del 2000, Shawneetown tenia 1.410 habitants, 632 habitatges, i 389 famílies. La densitat de població era de 457,5 habitants/km².
Dels 632 habitatges en un 27,1% hi vivien nens de menys de 18 anys, en un 44,5% hi vivien parelles casades, en un 13,6% dones solteres, i en un 38,4% no eren unitats familiars. En el 35,1% dels habitatges hi vivien persones soles el 18,7% de les quals corresponia a persones de 65 anys o més que vivien soles. El nombre mitjà de persones vivint en cada habitatge era de 2,2 i el nombre mitjà de persones que vivien en cada família era de 2,83.
Per edats la població es repartia de la següent manera: un 21,7% tenia menys de 18 anys, un 9,8% entre 18 i 24, un 23,3% entre 25 i 44, un 25,5% de 45 a 60 i un 19,8% 65 anys o més.
L'edat mediana era de 40 anys. Per cada 100 dones de 18 o més anys hi havia 82,5 homes.
La renda mediana per habitatge era de 20.789 $ i la renda mediana per família de 33.500 $. Els homes tenien una renda mediana de 32.368 $ mentre que les dones 20.208 $. La renda per capita de la població era de 17.834 $. Aproximadament el 20,8% de les famílies i el 27,8% de la població estaven per davall del llindar de pobresa.

## Poblacions properes
El següent diagrama mostra les poblacions més properes.